# Duke of St. Albans

Wappen des 1. Duke of St. Albans: Britisches Königswappen mit Bastardfaden

Wappen der Dukes of St. Albans seit 1750; erweitert um das Wappen der De Vere

Duke of Saint Albans ist ein erblicher britischer Adelstitel in der Peerage of England.
Ehemalige Familiensitze der Dukes waren Bestwood Lodge in Nottinghamshire und Upper Gatton Park in Surrey.

## Verleihung
Der Titel wurde am 10. Januar 1684 für Charles Beauclerk, 1. Earl of Burford, geschaffen. Er war ein illegitimer Sohn König Karls II. mit Nell Gwyn, einer seiner Mätressen. 
Das Haus Beauclerk gehört damit zu den „Bastardlinien“ des britischen Königshauses Stuart, ebenso wie die gleichfalls von illegitimen Söhnen Karls II. abstammenden Familien Scott (Duke of Buccleuch und Queensberry), FitzRoy (Duke of Grafton) und Lennox (Duke of Richmond und Gordon) sowie ferner die von Jakob II., dem Bruder und Nachfolger Karls II., abstammenden katholischen Fitz-James (Dukes of Berwick, Duke of Alba usw.).

## Nachgeordnete Titel
Bereits 1676 waren dem späteren 1. Duke die Titel Earl of Burford, in the County of Oxford und Baron Heddington, of Heddington in the County of Oxford, verliehen worden. Beide gehören zur Peerage of England und werden als nachgeordnete Titel des Dukes geführt.
Der 5. Duke, der 1787 seinem Neffen als Duke nachfolgte, hatte bereits 1781 von seinem Vater Vere Beauclerk (1699–1781) den ihm 1750 in der Peerage of Great Britain verliehenen Titel Baron Vere, of Hanworth in the County of Middlesex, geerbt.
Der jeweilige Titelerbe (Heir apparent) des Dukes führt den Höflichkeitstitel Earl of Burford, dessen Erbe den Höflichkeitstitel Lord Vere. Die einstigen Familiensitze der Dukes in Bestwood bei Nottingham und Upper Gatton in Surrey wurden schon vor mehreren Generationen verkauft.

## Liste der Duke of St. Albans (1684)
- Charles Beauclerk, 1. Duke of St. Albans (1670–1726)
- Charles Beauclerk, 2. Duke of St. Albans (1696–1751)
- George Beauclerk, 3. Duke of St. Albans (1720–1786)
- George Beauclerk, 4. Duke of St. Albans (1758–1787)
- Aubrey Beauclerk, 5. Duke of St. Albans (1740–1802)
- Aubrey Beauclerk, 6. Duke of St. Albans (1765–1815)
- Aubrey Beauclerk, 7. Duke of St. Albans (1815–1816)
- William Beauclerk, 8. Duke of St. Albans (1766–1825)
- William Beauclerk, 9. Duke of St. Albans (1801–1849)
- William Beauclerk, 10. Duke of St. Albans (1840–1898)
- Charles Beauclerk, 11. Duke of St. Albans (1870–1934)
- Osborne Beauclerk, 12. Duke of St. Albans (1874–1964)
- Charles Beauclerk, 13. Duke of St. Albans (1915–1988)
- Murray Beauclerk, 14. Duke of St. Albans (* 1939)

Titelerbe ist der Sohn des aktuellen Titelinhabers, Charles Beauclerk, Earl of Burford (* 1965).
Dessen Titelerbe ist dessen Sohn, James Beauclerk, Lord Vere (* 1995).